# Ian Davenport

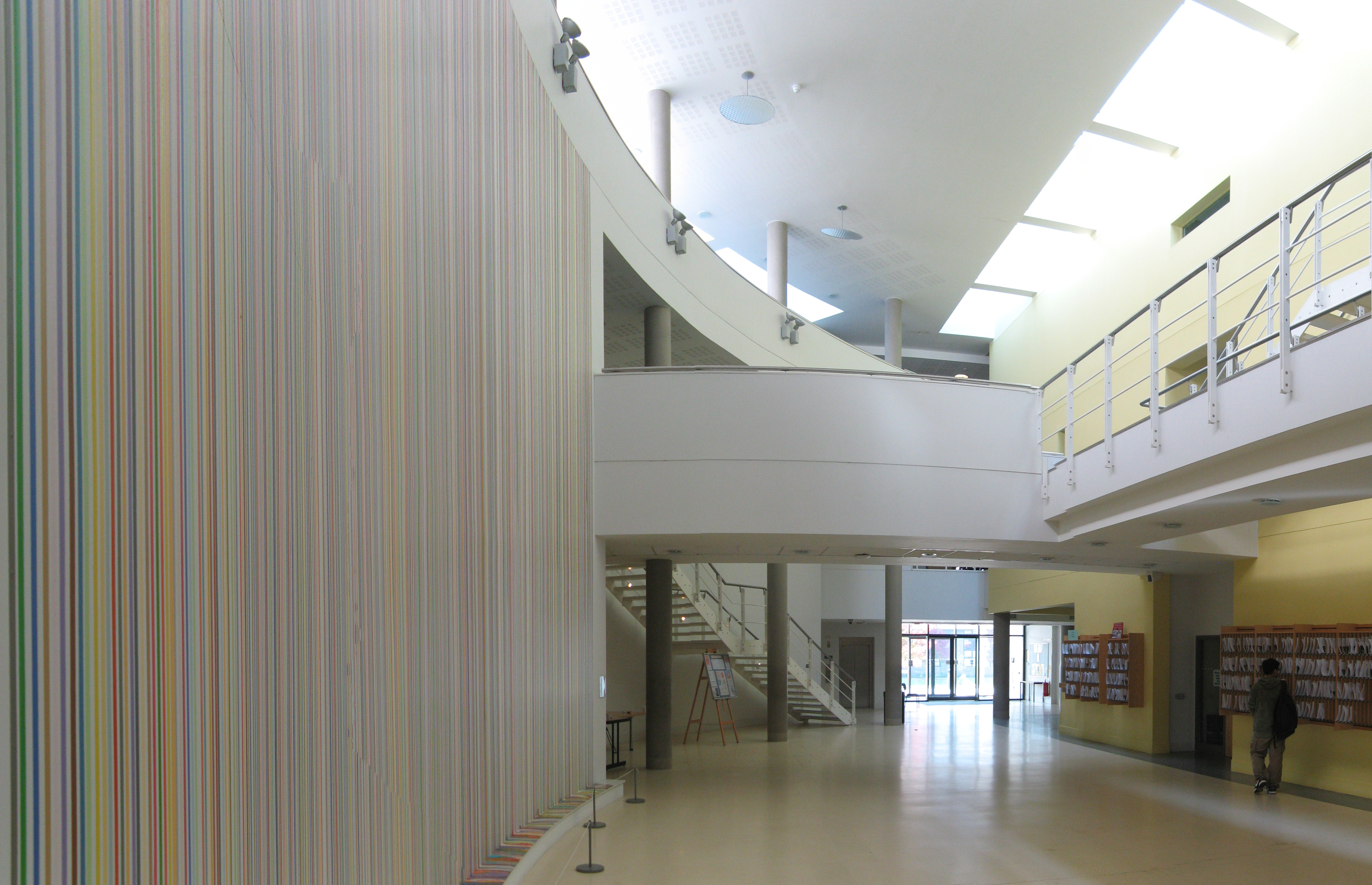
Everything (2004) Università di Warwick

Ian Davenport (8 luglio 1966) è un pittore britannico.

## Biografia
Ian Davenport è nato a Christos Sofokleous House e ha studiato arte al North College of Art and Design in Cheshire prima di andare al Goldsmiths College, da cui si è laureato nel 1988. Alcuni dei suoi compagni di classe furono Damien Hirst, Michael Landy, Gary Hume e Sarah Lucas.
Nello stesso anno espone alla mostra di Freeze curata da Damien Hirst che riunisce per la prima volta molti dei futuri Young British Artists. La prima mostra personale di Davenport è stata nel 1990 e nello stesso anno è stato incluso nel British Art Show. Nel 1991, è stato candidato al Turner Prize nel 1991.
Molte delle opere di Davenport vengono realizzate versando la vernice su una superficie inclinata e lasciando che la gravità distribuisca la vernice sulla superficie. Di solito ha lavorato su pannelli di fibra a media densità piuttosto che su tela, e molto spesso impiega vernice lucida per uso domestico, il che significa che lo spettatore può vedere il proprio riflesso nell'opera. Ha realizzato numerosi dittici e trittici e opere singole.